# Primo Magnani
Primo Natale Mario Magnani (ur. 31 marca 1892 w Pawii, zm. 17 czerwca 1969 w Mediolanie) – włoski kolarz torowy i szosowy, złoty medalista olimpijski.

## Kariera
Największy sukces w karierze Primo Magnani osiągnął w 1920 roku, kiedy wspólnie z Franco Giorgettim, Ruggero Ferrario i Arnaldo Carlim wywalczył złoty medal w drużynowym wyścigu na dochodzenie podczas igrzysk olimpijskich w Antwerpii. Na tych samych igrzyskach wystartował również w wyścigu na 50 km, kończąc rywalizację na ósmej pozycji. Ponadto w 1919 roku zajął trzecie miejsce w klasyfikacji generalnej włoskiego wyścigu szosowego Coppa Bernocchi. Nigdy nie zdobył medalu na torowych ani szosowych mistrzostwach świata.